# رأی باز
رأی باز فیلمی به کارگردانی و تهیه‌کنندگی مهدی نوربخش و نویسندگی مهدی نوربخش و رضا کیانیان ساخته سال ۱۳۸۱ است.  

## خلاصه فیلم
رای بازِ «صابر»، جوان جنگزده جنوبی پس از نه سال صادر می‌شود. او طی ۴۸ ساعت مرخصی قصد دارد تا همراه با «آنکل» هم بند سابقش در تهران بزرگ، از «شریف» همکار سابقش انتقام گرفته و...  

## جشنواره‌ها
فیلم رأی باز در بیست و یکمین دوره جشنواره فیلم فجر (۱۳۸۱) حضور داشته‌است.
همچنین این فیلم در هفتمین دوره جشن خانه سینما (۱۳۸۲) تندیس بهترین چهره‌پردازی (محسن ملکی) را کسب کرده‌است.